# 鶴島琢夫
鶴島 琢夫（つるしま たくお、1938年2月11日 - ）は、日本の経営者。東京証券取引所社長を務めた。

## 経歴
東京都出身。1961年に早稲田大学第一法学部を卒業し、同年4月に東京証券取引所に入所。1990年5月に常任監事に就任し、1991年5月に常務理事、1994年5月に専務理事、1997年5月に副理事長、2001年11月に顧問を経て、2004年4月から2005年12月までに社長を務めた。2007年6月から2019年6月までに曙ブレーキ工業取締役も務めた。